# Tschebberwooky
Tschebberwooky ist eine Roots-Acoustic-Reggae-Dub-Ska-Dance Band aus Österreich.

## Geschichte
Die Band wurde im Jahr 1997 von Peter Matauschek, Alexander Schweiger und Rabia Janisi gegründet. Schnell wuchs die Band mit Reini (Gitarre), Gmoa (Schlagzeug) und Mr. Baff (Bass) und dem zuletzt dazu gestoßenen Didgetalman am Keyboard zur siebenköpfigen Formation Tschebberwooky heran.
2001 wurde die Single O’le le, ein fünfsprachiger afrikanischer Song mit internationaler Beteiligung durch Henry Bourgat (Frankreich), Lee Xanadu (Jamaika) und der gesanglichen Unterstützung von der Chorvereinigung Bruck/Mur veröffentlicht. Es folgte eine kurze Pause, bevor mit der Jump on the riddim-Tour in Österreich und Deutschland die ersten Live-Erfahrungen gemacht wurden.
2005 kam das in Sam Gillys „House of Riddim Studio“ produzierte Album Everything Cook & Curry auf den Markt. Dem Longplayer schenkte man große Beachtung und Erfolg stellte sich ein. So wurde Tschebberwooky von Österreichs größtem Radiosender Ö3 aus über 600 Bands in das Finale der Besten 15 gewählt. Von nun an ging es Schlag auf Schlag und die vielumjubelte EP Happy Hurray folgte im Sommer 2006.
Unermüdlich tourte die Band in den vergangenen drei Jahren durch kleinere Clubs, spielte aber ebenso auf großen Festivals wie dem Pfingstopenair in Passau, Sunsplash Wiesen, House of Riddim Festival in St. Pölten sowie dem Greenvalley Festival in Aflenz.
Im Februar 2007 wurde Tschebberwooky mit dem „Austrian Newcomer Award“ geehrt und gewann als beste Band des Abends den Publikumsaward.
Mit ihrer 2008 über Sony BMG veröffentlichten vierten Albumproduktion Tschebberwooky & friends are the wooky people unplugged, haben sie sich den leiseren, nachhaltigeren Tönen verschrieben. Für ihren neuesten Longplayer luden die Tschebberwookys befreundete Musiker(innen) in ihre Studio- und Proberäumlichkeiten ein, um gemeinsam an den neuen Liedern zu arbeiten. Insgesamt waren elf Musiker mit den verschiedensten Instrumenten an dieser Produktion beteiligt.
2009 und 2010 tourte die Grundbesetzung der Band mit zwei neuen Musikern am Saxophon und an der Posaune erneut durch die Lande und spielte wieder auf zahlreichen Festivals (Afrika Tage – Donauinsel Wien, Chiemsee Reggae Summer, Redbull Brandwagentour).
2009 wurde das Video zur ersten Gratis-Download-Single Riddim präsentiert, das in Zusammenarbeit mit Atomic und Red Bull produziert wurde.
2010 veröffentlichte die Band die Single No More Warning als 7" mit einer limitierten Auflage von 500 Stück und einem Download-MP3-Code. Im März 2011 erfolgte die Präsentation des Videos zur Single No More Warning auf den verschiedensten Videoportalen und auf gotv.

## Stil

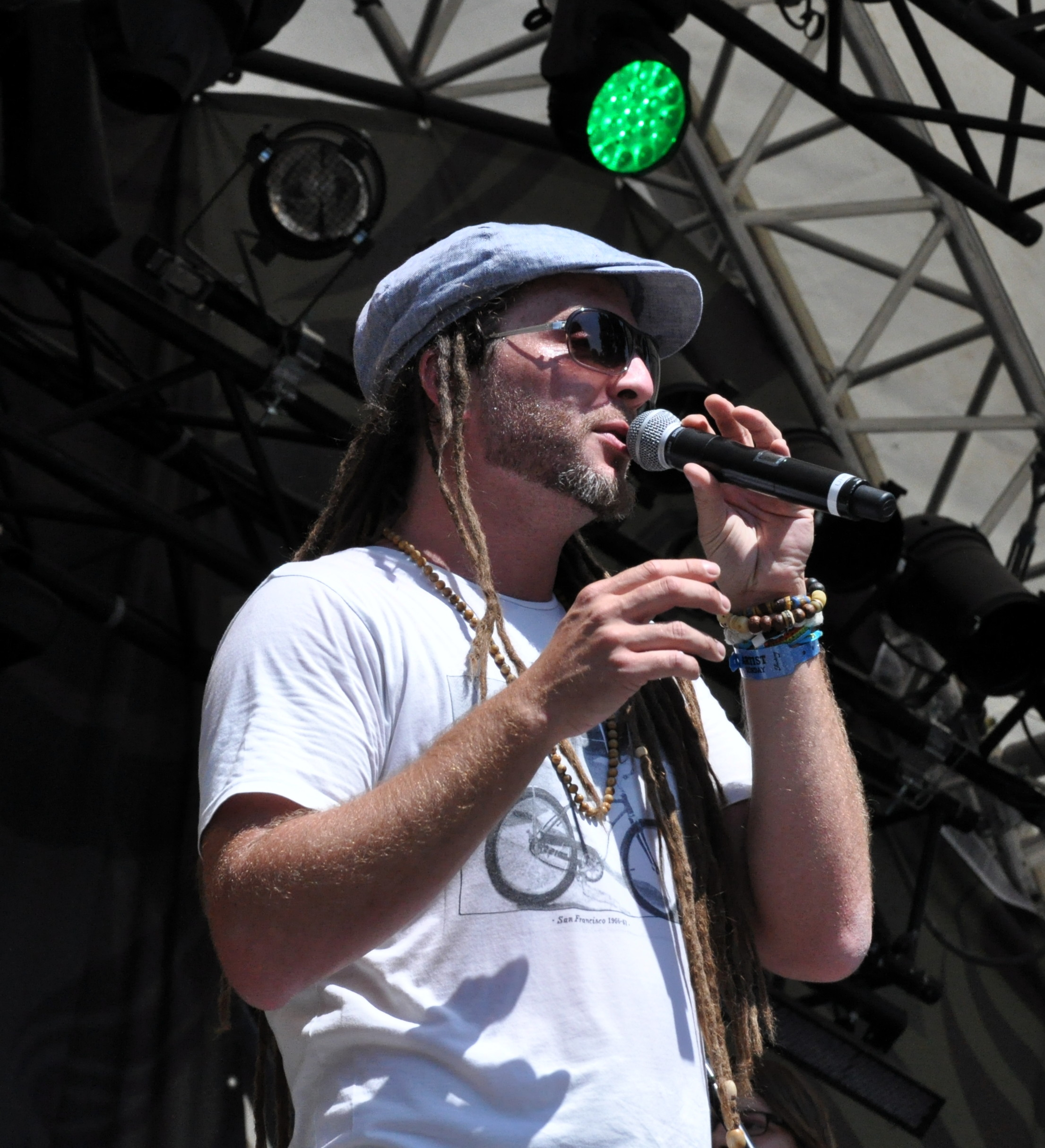
Peter Matauschek beim Summerjam 2013

Experimentierten sie in ihren Anfangsjahren noch mit den verschiedensten Sounds, entwickelte sich im Laufe ihres musikalischen Schaffens der unverkennbare Tschebberwooky-Stil. Inspiriert durch eine gemeinsame Jamaika-Reise haben sie sich immer mehr den Reggae-Klängen verschrieben. Das Repertoire der Band umfasst Ska, Dance, Dub und Acoustic Tunes.
Viele der Texte von Tschebberwooky behandeln kritische Themen und sollen zum Nachdenken anregen und auf verschiedenste Missstände in unserer Gesellschaft und auf dieser Welt hinweisen.

## Soziales Engagement
Tschebberwooky ist sozial engagiert und unterstützt zum Beispiel die Organisationen Zikomo und Karibu Care in Afrika.

## Diskografie
- 1997: Tschebberwooky (Single)
- 2000: First Contact
- 2001: O’le le (Single)
- 2003: Jam Sessions (EP)
- 2005: Everything Cook & Curry (Album)
- 2006: Happy Hurray (EP)
- 2008: The Wooky People - Tschebberwooky & friends unplugged (Album, Sony BMG)
- 2010: No More Warning (7"-Single)
- 2011: Dance King Doctor